# Лафаєтт Лік
Лафає́тт Лік (англ. Lafayette Leake), спражнє ім'я Е́лліс Лік (англ. Ellis Leake; 1 червня 1919, Вайнона, Міссурі — 14 серпня 1990, Чикаго, Іллінойс) — американський блюзовий піаніст.

## Біографія
Народився 1 червня 1919 (за іншими даними 4 червня 1916 та 1920) року Вайноні, штат Міссурі. Син Вільяма С. і Саванни Лік.
У 1951 році замінив Леонарда «Бебі Ду» Кастона у гурті Віллі Діксона Big Three Trio; завдяки Діксону став сесійним музикантом на чиказькому лейблі Chess. Грав на фортепіано на альбомі Чака Беррі One Dozen Berrys, що вийшов 1958 року на Chess. На альбомі Chuck Berry Is on Top (1959) саме він виконав на фортепіано партію у пісні «Johnny B. Goode». Брав участь в багатьох сесіях Chess в 1950-х—1970-х роках, акомпанував Сонні Бою Вільямсону («Keep It to Yourself»), Отісу Рашу («So Many Roads, So Many Trains»), Джуніору Веллсу («Little by Little»), Гауліну Вулфу («Three Hundred Pounds Of Joy», «Built for Comfort», «Hidden Charms»), Біллі Бою Арнольду (альбом More Blues on the South Side), Джону Лі Гукеру (альбом The Real Folk Blues) Бадді Гаю, Коко Тейлор і Літтлу Волтеру («Confessin' the Blues»).
У 1962 році записувався сольно на невеликому лейблі Val. Працював з Джонні Янгом і Волтером Гортоном (1967), Меджиком Семом (1968), Джиммі Докінсом (1969), Віллі Діксоном (1970), Чарлі Масселвайтом (1974). У 1978 році записав у Франції дебютний в якості соліста альбом Feel So Blue на лейблі Black & Blue. Записувася з Джоном Літтлджоном (1978). У 1983 році вийшов його альбом Big Piano Man на французькому лейблі Blue Phoenix.
Впав в діабетичну кому у себе вдома на декілька днів, після чого був поміщений в лікарню округу Кук в Чикаго, де помер 14 серпня 1990 року у віці 71 року.

## Дискографія
- Feel So Blue (Black & Blue, 1978)
- Big Piano Man (Blue Phoenix, 1983)